# Farīdnagar
Farīdnagar är en ort i Indien.   Den ligger i distriktet Ghaziabad och delstaten Uttar Pradesh, i den norra delen av landet, 40 km öster om huvudstaden New Delhi. Farīdnagar ligger 219 meter över havet och antalet invånare är 11 371.
Terrängen runt Farīdnagar är mycket platt. Runt Farīdnagar är det mycket tätbefolkat, med 1 313 invånare per kvadratkilometer. Närmaste större samhälle är Hapur, 15,4 km öster om Farīdnagar. Trakten runt Farīdnagar består till största delen av jordbruksmark.